# IC 2934
IC 2934 — галактика типу Sc (компактна спіральна галактика) у сузір'ї Лева.
Цей об'єкт міститься в оригінальній редакції індексного каталогу.